# Ripensia Timișoara
Fotbal Club Ripensia Timișoara, cunoscut sub numele de Ripensia Timișoara, sau pe scurt Ripensia, este un club de fotbal din Timișoara, România, care în prezent evoluează în Liga a V-a.
Echipa a fost fondată în 1928 de către Dr. Cornel Lazăr și a fost dizolvată după douăzeci de ani din cauza lipsei de fonduri. Cu toate acestea, Ripi a fost readusă la viață și s-a înscris în Liga a VI-a, al șaselea nivel al sistemului de ligi ale fotbal românesc, în 2012.
Ripensia a fost primul club de fotbal cu statut profesionist din România și, din această cauză,  nu a putut evolua în campionatul național până în 1932. Prima participare, în sezonul 1932-1933, a adus și primul titlu de campioană. Au urmat alte trei, la finalul sezoanelor sezonul 1934-1935, sezonul 1935-1936 și sezonul 1937-1938. Ripensia a mai câștigat și două Cupe ale României în 1934 și 1936.
După reînființarea din 2012, echipa a urcat diviziile regionale până la promovarea în Liga a II-a în 2017. A jucat în această divizie timp de șase sezoane, cel mai bun rezultat fiind locul 11 chiar în primul sezon, 2017-2018. La finalul campaniei 2022-2023, Ripensia a terminat sezonul pe ultimul loc în clasament și a retrogradat în Liga a III-a. Totuși, Galben-Roșii nu mai aveau să înceapă sezonul întrucât, în iulie 2023, clubul a postat un comunicat prin care a anunțat retragerea echipei de seniori din toate competițiile și continuarea doar cu grupele de copii și juniori. La scurt timp după, clubul a anunțat că va începe din nou în Liga a VI-a.

## Istorie

### Ripensia interbelică (1928-1948)

#### Etimologia numelui
Se pare că numele a fost inspirat de provincie a imperiului roman "Dacia Ripensis", organizat în această regiune din Romania, astăzi numit Banat.

#### Pe scurt
De-a lungul timpului, ”Ripi”, cum o alintau suporterii, a adus în vitrina clubului 2 cupe ale României (în 1934 și 1936) și 4 titluri naționale (în anii 1933, 1935, 1936 și 1938). În edițiile 1933-1934, 1938-1939 a fost vice-campioană națională și finalistă a cupei în 1937 și 1938. Ascensiunea Ripensiei a fost posibilă datorită lotului de jucători care cuprindea pe cunoscuții Czinczev, Dobay, Schwartz și Lakatos.

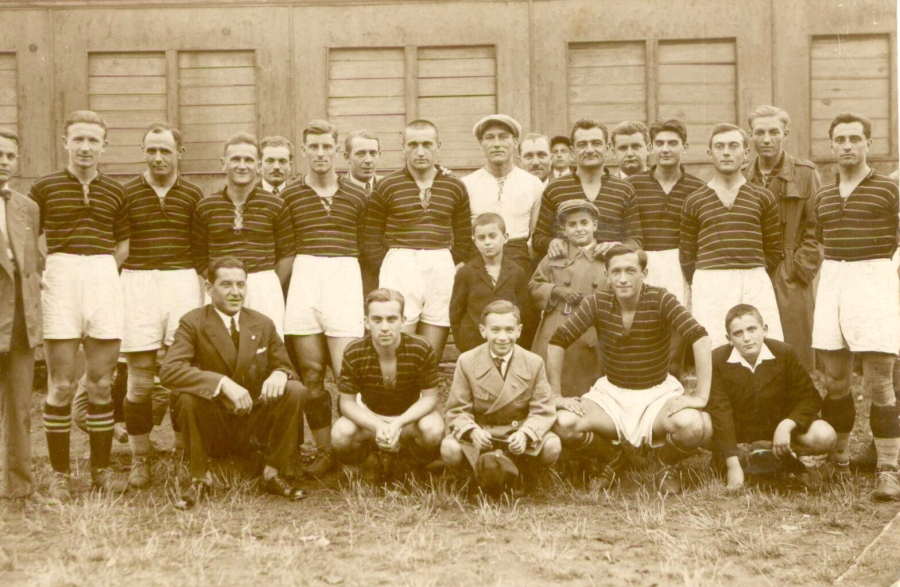
Echipa Ripensia

După Al Doilea Război Mondial, Ripensia a evoluat un sezon în Divizia B și unul în C, iar după 1948, nemaiavând suportul nimănui, clubul a dispărut, apărând Electrica Timișoara. Numele noii echipe a fost dat după denumirea stadionului pe care a evoluat formația creată de dr. Cornel Lazăr. Tot pe acest stadion a și-a reînceput Ripensia activitatea.

#### Inceputurile
Ripensia nu a avut drept de joc în cadrul legal al fotbalului românesc. De-abia din 1931 cand s-a schimbat statutul dupa cel italian, Ripensia a putut să se înscrie în campionatul regional și să se afilieze la federatia română de fotbal. În cei trei ani de activitate, Franz Platko a închegat un lot serios cu care a avut numeroase meciuri amicale având rezultate de răsunet cu echipe de pe continentul european. Prima echipă a Ripensiei Timișoara îi avea în componență pe Zombory (D. Pavlovici) - Burger, Hoksary (Chiroiu II) - Deheleanu, Kotormany, Lakatos II - Bindea, Beke, Ciolac, Al. Schwartz, Dobay.

#### Anii 30

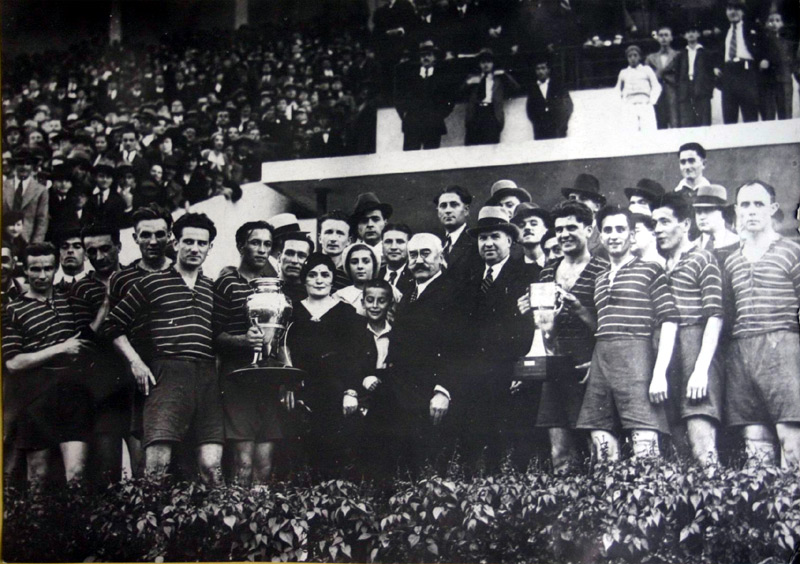
Primul-ministru Vaida Voivod, împreuna cu soția, înmâneaza prima „Cupă a Romaniei” lui Ghiță Ciolac, căpitanul echipei Ripensia Timișoara

Chiar în primul sezon desfășurat în sistem divizionar, Ripensia Timișoara cucerește titlul de campioană a țării (5-3 împotriva ocupantei locului I a seriei a doua, Universitatea Cluj). În sezonul 1933-1934 Ripensia ajunge în finală, dar este învinsă de Venus (scor general 8-5 pentru bucureșteni). Timișorenii vor triumfa însă în Cupa României, competiție aflată atunci la prima ediție, dispunând în finală de clujenii de la Universitatea, scor 5-0.
Din anul 1934, divizia A s-a organizat într-o singură serie. În ediția 1934-1935 “Ripi” a cucerit titlul de campioană, dar a fost învinsă în finala Cupei României de C.F.R. București (viitorul Rapid) cu scorul de 6-5. În sezonul care a urmat Ripensia a realizat event-ul cupă-campionat (5-1 cu Unirea Tricolor București, în finala Cupei), devenind astfel prima echipă românească ce a realizat această performanță. În campionatul 1936-1937 echipa bănățeană a fost înfrântă pe ambele fronturi, obținând locul III în campionat și pierzând cu 1-5 în finala de Cupă contra feroviarilor bucureșteni de la Rapid.

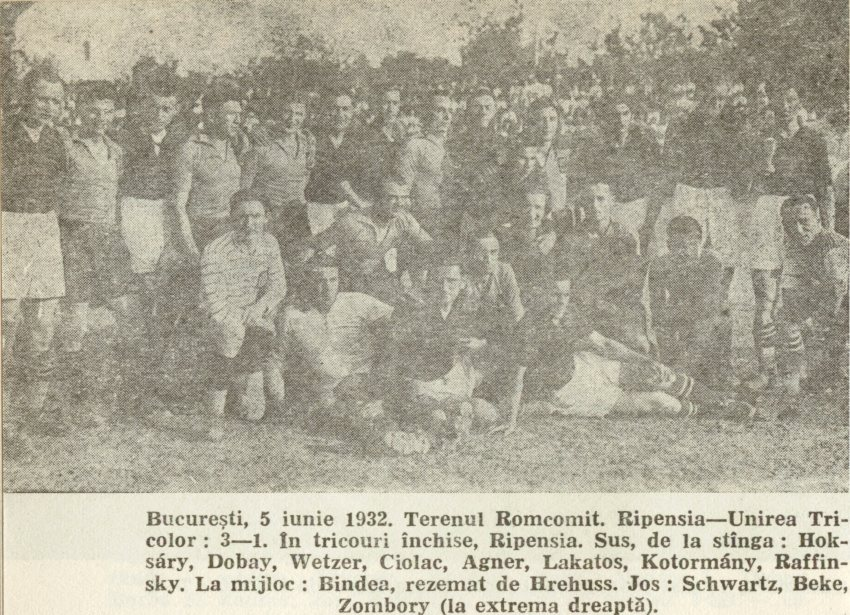
1932, iunie 5: Unirea Tricolor-Ripensia 1-3

În 1938 Ripensia va evolua în Cupa Europei Centrale eliminând marele Milan după un 3-0 în tur, dar cedând ulterior în fața lui Ferencváros Budapesta. Alte rezultate obținute pe plan european: 2-0 cu Ujpest în 1931, 4-2 cu Gradzanski în 1932, 2-1 cu Ferencváros Budapesta în 1933, 4-2 cu Admira Viena în 1935, 3-0 cu Ferencváros Budapesta în 1936, 2-1 cu Leicester în 1937.
Ultima performanță notabilă a celor de la Ripensia Timișoara a reprezentat-o cucerirea titlului de campioni la finele ediției 1937-1938. Cea din urmă apariție a Ripensiei în divizia A a fost cea din sezonul 1940-1941, ultimul înainte de război. După reluarea campionatului, echipa a activat doar în diviziile inferioare.
“Ripi” a propulsat 2 golgheteri ai României. Ștefan Dobay a fost de 4 ori golgheter al primei ligi (de 3 ori consecutiv în sezoanele 1932-1933-16 goluri,1933-1934-25 de goluri,1934-1935-24 de goluri, iar în sezonul 1936-1937-21 de reușite a împărțit titlul de golgheter cu Traian Iordache de la Unirea Tricolor București). Al doilea golgheter pe care “Ripi” l-a dat țării s-a numit Adalbert Marksteiner cu 21 de goluri în sezonul 1938-1939.
Ripensia a disputat 184 de partide din care 111 victorii, 28 de egaluri și 45 de înfrângeri înscriind 515 goluri și primind 277, toate acestea ajutând-o să acumuleze o zestre de 250 de puncte.
Ștefan Kovacs, reputatul antrenor spune despre echipă: 
```
“pe planul jocului, Ripensia a însemnat un stil aparte, dominat de ideea ofensivei și a luptei pentru victorie, dar și o școală de fotbal evidențiind virtute, spirit de combativitate, o tehnică rafinată, dăruire și elan”.
```

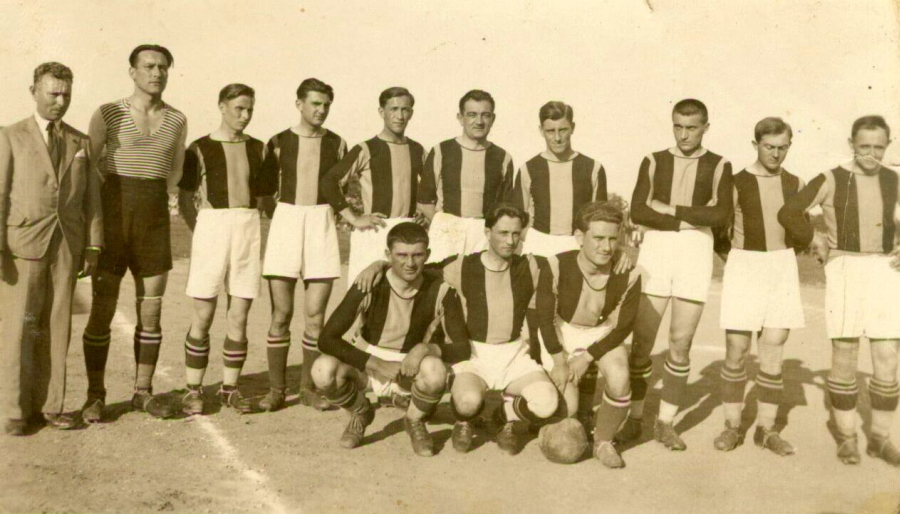
Echipa Ripensia

Dobay avea faima de a fi autorul unor șuturi imparabile. Se știe că odată a reușit chiar să rupă plasa, în 1935, la un meci împotriva echipei Juventus București. Meciul a avut loc în capitală, pe stadionul Venus. Întâmplarea este povestită de căpitanul echipei adverse din acel meci, Cibi Braun: 
```
“Iată ce s-a întâmplat pe teren: în minutul 8, Ghiță Ciolac l-a deschis splendid pe Dobay, iar “Calul” a pornit-o în galop! Apoi, după ce a scăpat de Nicky Petrescu, de la vreo 10 metri și-a expediat ghiuleaua spre poarta lui Enderffi. Ei bine, dragii mei, șutul acela n-a fost șut, ci un adevărat trăsnet! Mingea a spart plasa porții și a ieșit afară. Eu mă aflam la 5-6 metri distanță de Dobay și pot să vă spun cu mâna pe inimă că toată viața mea n-am mai întâlnit o lovitură atât de puternică. Balonul a trecut ca ghiuleaua din tun și pe oricine ar fi întâlnit în cale cred că l-ar fi doborât la pământ! Când balonul a trecut prin plasă, a urmat un moment de tăcere mormântală în tribune. Nimănui nu-i venea să-și creadă ochilor. Primul care s-a smuls din uluială a fost arbitrul Tică Iliescu, care se afla în apropierea porții; văzuse cum balonul pătrunsese în spațiul ei și ce ravagii făcuse, așa că n-a mai stat pe gânduri și a fluierat golul. Tribunele au început să aplaude cu frenezie.”
```

Jucătorii cei mai buni au venit de la "Chinezul", cât și de la "Poli".

#### Declinul

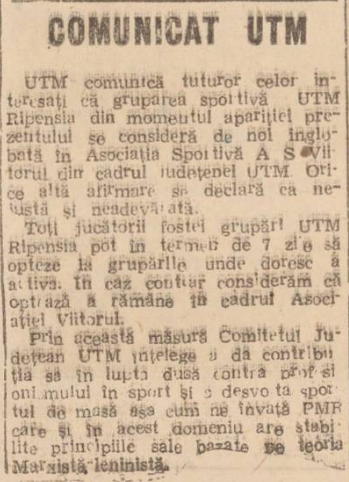
Comunicat al UTM despre fuziunea Ripensiei cu A.S. Viitorul Timișoara, apărut în Sportul Popular din 06.10.1948

După Al Doilea Război Mondial, din cauza unor probleme financiare, organizarea comunistă în domeniul sportiv "și acțiunile" ascunse, Ripensia a jucat în Divizia B și Divizia C, și, după 1948, fără nici un sprijin, a fost absorbit de " Electrica Timișoara ".

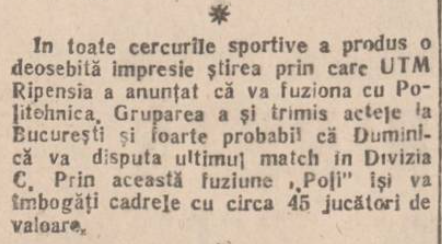
Presupusă fuziune a Ripensiei cu Politehnica Timișoara, din presa vremii

La începutul anului 1948 devine echipa UTM-ului, iar in septembrie este anunțată retragerea echipei din campionat, locul acesteia, în Divizia C, fiind luat de către U.M. Cugir.
Deși în presa vremii se vehicula o fuziune a echipei cu Politehnica Timișoara, totuși, Ripensia a fuzionat cu Asociația Sportivă Viitorul Timișoara, conform unui comunicat al UTM.

## Reafilierea
La data de 12 iulie 2012, Asociația Sportivă “Fotbal Club Ripensia Timișoara” redobândește personalitate juridică prin Hotărârea definitivă și irevocabilă a Judecătoriei Timișoara. Ripensia Timișoara a revenit pe scena fotbalistică în liga a VI-a, clubul fiind refondat după modelul socios, cu membri asociați.
În 2012 echipa a fost reînființată și a concurat în campionatul municipal, l-a câștigat și a promovat în Liga V. În Liga V au ajuns pe primul loc în sezonul 2013–2014 și au promovat în următoarea ligă Liga IV. De asemenea, au făcut o impresie bună și în 2013–14 Cupa României, unde la 24 septembrie 2013, "Ripi" a au învins din nou Universitatea Cluj, echipă din Liga I, scor 2-1, într-un meci din șaisprezecimile Cupei României, devenind prima echipă din Liga a V-a care reușește calificarea în optimi făcându-i surpriza cupei. În șaisprezecimi au pierdut cu Pandurii Târgu Jiu, echipă care avea să devină vicecampioana Romaniei în acel sezon.
În sezonul 2014–15 de Liga a IV-a, Ripi a avut un adversar foarte dur, în persoana celor de la ASU Politehnica Timișoara, (clubul reînființat de fani ca și Ripensia după modelul socios cu un an înainte) după dizolvarea FC Politehnica Timișoara și a terminat doar pe locul 2.
Sezonul următor Ripensia a avut un traseu perfect, a câștigat Liga IV – Județul Timiș și s-a calificat în play-off-ul de promovare în Liga III. La barajul pentru promovare, Ripensia l-a întâlnit pe campioana județului Hunedoara, Hercules Lupeni, și s-a impus fără greutăți majore, 7-0 la general, asigurându-se astfel promovarea în Liga III.
Sezonul 2016–17 Liga III a fost primul pentru „Ripi” din ultimii peste 60 de ani. Echipa a avut o luptă foarte strânsă pentru supremație în Seria IV împotriva CSM Școlar Reșița, CSM Lugoj, Cetate Deva și Național Sebiș dar până la urmă au câștigat și au promovat în Liga II după o absență de 69 de ani.
De la revenirea în liga a II-a, Ripi a ocupat locul 11 în primul sezon, 12 în (Liga a II-a 2018-2019|2018-19]]), 13 în (Liga a II-a 2019-2020|2019-20), 15 în (Liga a II-a 2020-2021|2020-21), 12 în (Liga a II-a 2021-2022|2021-22) și 17 în (Liga a II-a 2022-2023|2022-23).
Dezamăgirea retrogradării a influențat decizia conducerii de a nu mai înscrie echipa în sezonul următor de liga a III-a ci de a se focaliza pe dezvoltarea academiei. După câteva luni, s-a revenit la sentimente mai bune și s-a decis înscrierea echipei în liga a VI-a Timiș.

## Palmares
| Competiții naționale | Competiții internaționale                   |
| Campionatul României Campioni (4) : 1933, 1935, 1936, 1938 Vicecampioni (2): 1934, 1939 Liga a II-a - Locul 11 (1): 2017-2018 Liga a III-a Campioni (2) : 1946–1947, 2016-2017 Liga a IV-a Timiș Campioni (1) : 2015-2016 Vicecampioni (1): 2014-2015 Liga a V-a Timiș Campioni (1) : 2013-2014 Vicecampioni (1): 2024-25 Liga a VI-a Timiș Campioni (2) : 2012-2013, 2023-2024 Cupa României Câștigători (2) : 1934, 1936 Finaliști (2): 1935, 1937 | Cupa Mitropa - Sferturi de finală (1): 1938 |

## Parcursul competițional
| Sezon   | Nivel | Divizie          | Loc      | Cupa României |
| ------- | ----- | ---------------- | -------- | ------------- |
| 2023–24 | 6     | Liga a VI-a (TM) | 1 (C, P) |               |
| 2022–23 | 2     | Liga a II-a      | 17 (R)   | Play-off      |
| 2021–22 | 2     | Liga a II-a      | 12       | Șaisprezecimi |
| 2020–21 | 2     | Liga a II-a      | 15       | Șaisprezecimi |
| 2019–20 | 2     | Liga a II-a      | 13       | Șaisprezecimi |
| 2018–19 | 2     | Liga a II-a      | 12       | Turul partu   |

| Sezon   | Nivel | Divizie                     | Loc      | Cupa României |
| ------- | ----- | --------------------------- | -------- | ------------- |
| 2017–18 | 2     | Liga a II-a                 | 11       | Turul trei    |
| 2016–17 | 3     | Liga a III-a (Seria a IV-a) | 1 (C, P) |               |
| 2015–16 | 4     | Liga a IV-a (TM)            | 1 (C, P) |               |
| 2014–15 | 4     | Liga a IV-a (TM)            | 2        |               |
| 2013–14 | 5     | Liga a IV-a (TM)            | 1 (C, P) |               |
| 2012–13 | 6     | Liga a VI-a (TM)            | 1 (C, P) |               |

## Ripensia Timișoara în competițiile europene
| Cupa Mitropa 1938     |     |                       |
| Turul 1               |     |                       |
| Ripensia Timișoara    | 3-0 | AC Milan              |
| AC Milan              | 3-1 | Ripensia Timișoara    |
| Sferturi de finală    |     |                       |
| Ripensia Timișoara    | 4-5 | Ferencváros Budapesta |
| Ferencváros Budapesta | 4-1 | Ripensia Timișoara    |

## Recorduri
- Prima echipă din România care câștigă Cupa României
- Prima echipa din România care câștigă eventul

## Lotul actual
La 23 decembrie 2024.
| Nr. |                   | Poziție | Jucător               |
| --- | ----------------- | ------- | --------------------- |
|     | Republica Moldova | M       | Valerii Macrițchii⁠(d) |
| 4   | Republica Moldova | F       | Radu Rogac⁠(d)         |
|     | Republica Moldova | M       | Ivan Urvanțev⁠(d)      |
|     | Republica Moldova | A       | Andrei Macrițchii⁠(d)  |

| Nr. |         | Poziție | Jucător                   |
| --- | ------- | ------- | ------------------------- |
|     | Serbia  | A       | Nebojša Ivančević⁠(d)      |
|     | România | A       | Cristian Gavra            |
|     | România | A       | Denis Golda⁠(d)            |
|     | România | A       | Alexandru Adrian Popovici |

## Jucători importanți
- William Zombory
- Dumitru Pavlovici
- Rudolf Burger
- Balazs Hoksary
- Vasile Chiroiu II
- Vasile Deheleanu
- Rudolf Kotormany
- Eugen Lakatos
- Nicolae Simatoc
- Gheorghe Oprean
- Zoltan Beke
- Silviu Bindea
- Gheorghe Ciolac
- Ștefan Dobay
- Ladislau Raffinsky
- Sándor Schwartz
- Gratian Sepi II
- Mihai Tanzer
- Arpad Thierjung

## Antrenori
Florin Fabian(2021 - prezent)
- Cosmin Petruescu (1 iun 2020 - 25 sept 2021)
- Alexandru Pelici (7 nov 2018 – 1 iun 2020)
- Radu Suciu (5 sep  2018 - 7 nov  2018)
- Radu Suciu (Apr 7, 2018 - 5 sep 2018) - asistent
- Ciprian Urican (8 apr  2018 - 5 sep  2018)
- Radu Suciu (29 mar 2018 - 7 apr 2018)
- Paul Codrea (11 dec  2017 -	25 mar  2018)
- Radu Suciu (25 oct 2017 - 15 dec 2017)
- Remus Steop (1 iul 2015 - 25 oct 2017)
- Ovidiu Olariu (1 iul 2012 - 10 mar 2015)
- Radu Suciu (1 iul 2012 - 31 mar 2015) - asistent
- Josef Pojar (1937-1941)
- Karl Heinlein (1937)
- Josef Uridil (1934)
- Pali Kardos (1933)
- Eugen Konrad (1932 - 1933, 1936)
- Rudi Wetzer (1931-1932, 1935)
- Vilmos Kertesz II (1931)
- Franz Platko (1930 - feb. 1931)